# Ophiacantha opulenta
Ophiacantha opulenta is een slangster uit de familie Ophiacanthidae.
De wetenschappelijke naam van de soort werd in 1908 gepubliceerd door René Koehler.